# Orgyen Tobgyal
Orgyen Tobgyal, född 1951, är en lama i tibetansk buddhism även känd som en skådespelare i filmen "Fotboll för Buddha".

## Filmografi
- 1999 - Fotboll för Buddha
- 2006 - Milarepa